# کاریبین هلی‌کوپترز
کاریبین هلی‌کوپترز (به انگلیسی: Caribbean Helicopters) یک شرکت بالگرد است که در تاریخ ۱۹۹۵ میلادی تأسیس شده‌است و در آنتیگوا قرار دارد.